# Manuel de Pina
Manuel (Jacob) de Pina (Lisboa, Regne de Portugal, 1616 – mort als Països Baixos al voltant de 1675) fou un músic i poeta portuguès. De religió jueva, motiu que sembla que el portà a fugir de l'Inquisició i anar als Països Baixos. És citat amb elogi per Miguel de Barros; no manca el qui suposa que allà prengué part activa en les guerres que va sostenir Castella en aquell país. Fou molt aficionat a la música i a la poesia còmica. Va residir durant molts anys a Amsterdam, i publicà diverses de les seves poesies i el llibre Juguetes de la niñez y travesuras de la infancia (1656), obra que sembla la mateixa que citen Wolf i Amador de los Rios amb el títol Chanzas del ingenio.
Pina també va compondre una estranya Canción de la muerte de Jaxam Saul Levi Morteira, i altres obres. No s'ha de confondre a aquest escriptor amb un altre jueu, natural d'Amsterdam, David de Pina, el qual exercí la medicina en aquella ciutat i gaudí fama de ser el primer dels predicadors.